# Enokraki propeler
Enokraki propeler je tip propelerja, ki ima samo en krak in protiutež na nasprotnem delu. Uporabljajo se na nekaterih motornih jadralnih letalih, ker so lažji za uvlačenje v trup